# Dard (1903)
Dard – francuski niszczyciel z początku XX wieku typu Arquebuse. W służbie podczas I wojny światowej.
W latach 1915–1918 służył na Morzu Śródziemnym, od 1917 bazując w Port Said. Został skreślony z listy floty 3 kwietnia 1919 roku.